# Бодачкі
Бодачкі (пол. Bodaczki) — село в Польщі, у гміні Ботьки Більського повіту Підляського воєводства.
Населення — 126 осіб (2011).
У 1975-1998 роках село належало до Білостоцького воєводства.

## Демографія
Демографічна структура станом на 31 березня 2011 року:
|          | Загалом | Допрацездатний вік | Працездатний вік | Постпрацездатний вік |
| -------- | ------- | ------------------ | ---------------- | -------------------- |
| Чоловіки | 69      | 15                 | 36               | 18                   |
| Жінки    | 57      | 10                 | 29               | 18                   |
| Разом    | 126     | 25                 | 65               | 36                   |